# Neopanorpa siamensis
Neopanorpa siamensis är en näbbsländeart som beskrevs av George W. Byers 1965. Neopanorpa siamensis ingår i släktet Neopanorpa och familjen skorpionsländor. Inga underarter finns listade i Catalogue of Life.